# Cricotopus aequalis
Cricotopus aequalis är en tvåvingeart som först beskrevs av Jean-Jacques Kieffer 1917.  Cricotopus aequalis ingår i släktet Cricotopus och familjen fjädermyggor. Inga underarter finns listade i Catalogue of Life.